# Ziua Internațională a Ursului Polar
Ziua Internațională a Ursului Polar este un eveniment anual sărbătorit la fiecare 27 februarie pentru a crește gradul de conștientizare cu privire la starea de conservare a ursului polar. Evenimentul are loc începând cu 2011.

## Descriere
Ziua Internațională a Ursului Polar este organizată de Polar Bears International⁠(en)[traduceți] pentru a crește gradul de conștientizare cu privire la impactul încălzirii globale și al reducerii gheții formate pe mare asupra populațiilor de urși polari. Ziua încurajează oamenii să găsească modalități de reducere a emisiilor de carbon, cum ar fi dezactivarea termostatului sau folosirea mai redusă a vehiculelor. Ziua a fost de asemenea folosită pentru a încuraja instalarea unor izolații eficiente din punct de vedere energetic în case.

## Consecințe
Multe grădini zoologice folosesc ziua pentru a educa despre conservarea ursului polar și pentru a încuraja vizitarea expozițiilor de urși polari.  A avut, de asemenea, un anumit impact politic. Jack Shapiro, managerul adjunct al campaniei pentru climă sub conducerea președintelui american Barack Obama, a folosit ziua pentru a argumenta necesitatea unei acțiuni a Congresului asupra problemei schimbărilor climatice. Universitatea din Saskatchewan a anunțat în 2014 că își va coborî termostatele cu două grade în timpul verii și cu două grade Celsius în timpul iernii pentru a onora Ziua Internațională a Urului Polar. Se așteaptă ca decizia să reducă emisiile de carbon ale universității cu două mii de tone și ca universitatea să economisească peste două sute de mii de dolari pe an.